# Veliki Dol, Krško
Veliki Dol este o localitate din comuna Krško, Slovenia, cu o populație de 140 de locuitori.